# XT-86迫擊砲
XT-86迫擊砲是一款由中華民國國防部聯合勤務司令部202廠（現改隸中華民國國防部軍備局生產製造中心）所研發的重型迫擊砲，原預計將用來取代服役已久、射程較短的T-63 120公釐迫擊砲。

## 設計
與T-63 120公釐迫擊砲不同的是，XT-86的砲管較長（172公分到214.8公分），並採用鎳鉻鉬高強度合金鋼為製造砲管的材料，射擊時可承受最大22,000psi的壓力。砲管底部除基本的落擊設計，另增加「拉動—射擊」與保險的雙重功能，於戰術運用時能有更多選擇。
砲座的雙腳架組上裝有液壓避震裝置，可吸收射擊時產生的震動，大幅增加命中精確度。方向機、高低機、輔助方向機採滾珠導螺桿設計，減少空迴的機率，使操作更為流暢。砲管俯仰角為正40度～正80度，可向360度全方位操作射擊，最大射速15發／分。
本砲重226公斤，顯非步兵所能背負攜帶，故配有新研發的輪式牽引架（重200公斤）。短程運動可由3名士兵拉行，長程運輸則由悍馬車、卡車拖曳。進入射擊陣地、下架置砲只需30秒，1分鐘內可完成放列備便射擊，上架收砲、撤離陣地同樣只要1分鐘。
使用的彈藥為新設計的TC-86 120公釐翼穩高爆迫擊砲彈，砲口初速430公尺／秒，最大射程10,000公尺，較M101 105公釐榴彈砲或T-63 105公釐榴彈砲的最大射程只短500公尺。如使用TC-63 120公釐高爆迫擊砲彈，最大射程只有8,000公尺，它的威力可以媲美105公釐榴彈砲。
此砲較T-63 120公釐迫擊砲、M101 105公釐榴彈砲、T-63 105公釐榴彈砲等火砲具有構造簡單、保養容易的特點，命中精度和最大射速亦遠勝前述三種火砲，故中華民國國防部曾計畫以此取代前述三種火砲的計畫，但最終並未實施，原因不明。